# 上海鲁迅纪念馆
上海鲁迅纪念馆是为纪念鲁迅而辟的主题性博物馆。纪念馆开放于1951年1月7日，是中华人民共和国的第一座人物性纪念馆。纪念馆收藏有文物、文献资料二十余万件，其中有鲁迅的文稿、诗稿、译稿、书信，以及鲁迅收藏的木刻作品和生活用品等。纪念馆位于四川北路2288号，采纳了江南民居的风格特点，是一座中西合璧的二层庭院式建筑。纪念馆的馆额由周恩来题写。纪念馆除了陈列展览相关的文物，还编辑出版鲁迅研究书籍，开展学术交流活动，并负责鲁迅墓、上海鲁迅故居的保护管理。

## 历史

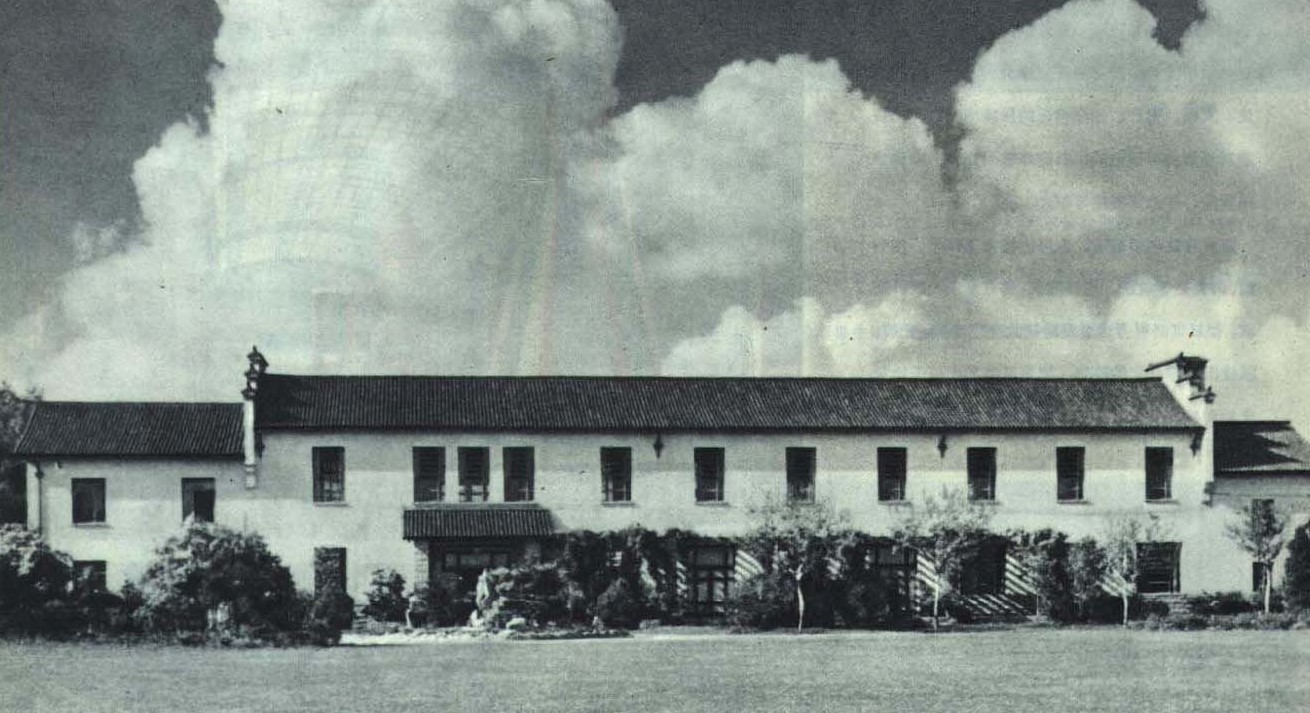
1963年上海鲁迅纪念馆

1950年，华东军政委员会文化部开始筹建上海鲁迅纪念馆，7月批准建制，8月许广平抵达上海负责指导故居陈列复原，11月周恩来为纪念馆题写馆名，1951年1月对外开放。纪念馆初设于山阴路大陆新村9号和10号。9号是上海鲁迅故居，10号为辅助陈列室。
1956年10月鲁迅逝世20周年前夕，鲁迅墓由上海万国公墓迁建于鲁迅公园，纪念馆也在公园建造了新的馆舍。鲁迅墓由花岗石构筑而成，墓碑由毛泽东题字。墓前草坪上有鲁迅先生铜像。
1998年8月1日纪念馆改建后重新开放。2008年3月10日，上海鲁迅纪念馆正式對社會免費開放。
公布了第一批上海市文物保护单位，鲁迅故居位列其中。1977年，又被列入重新公布的名单中。

## 展厅

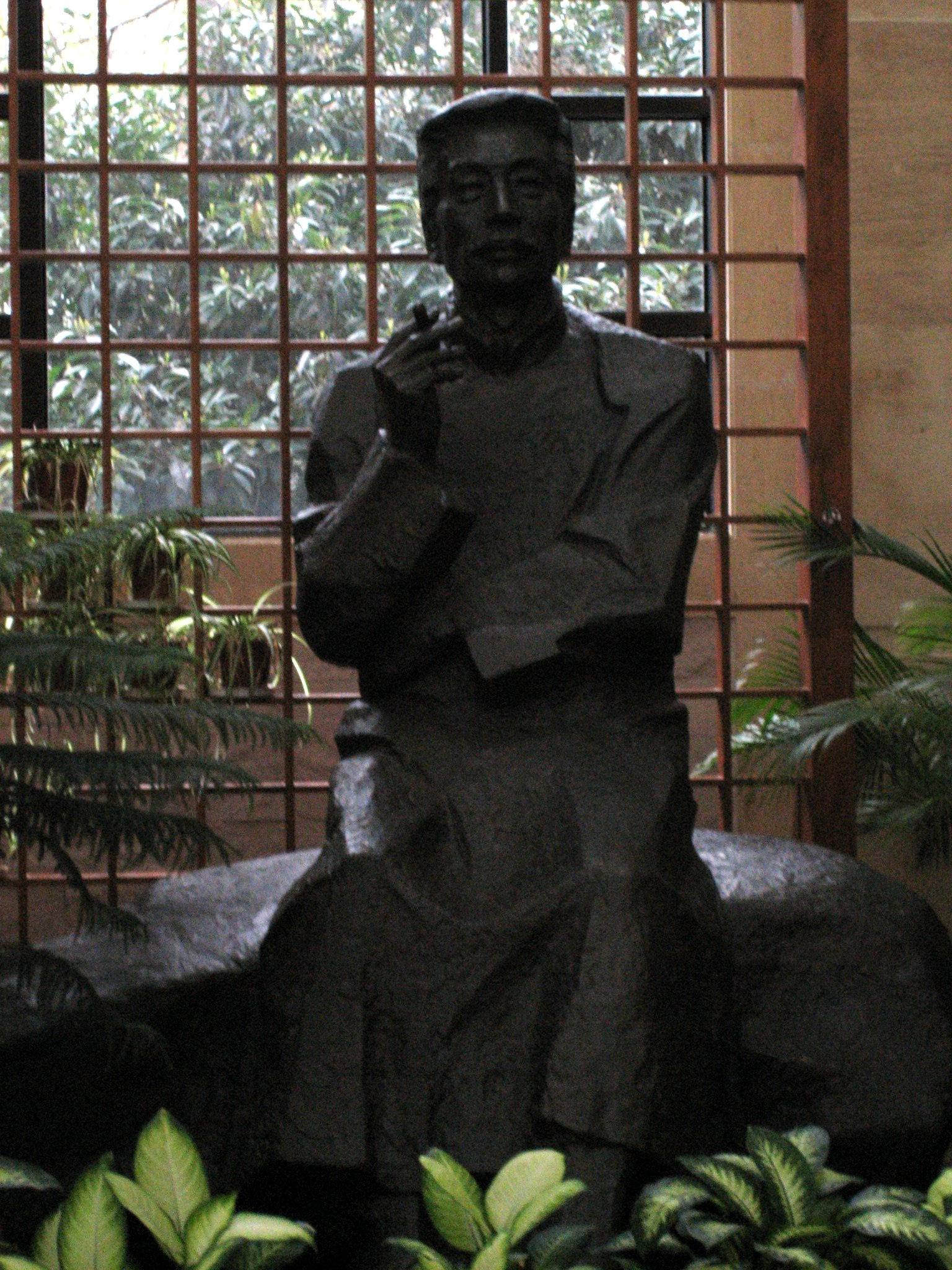
大厅内的鲁迅像

- 鲁迅先生生平陈列厅：该展厅有1000多平方米，通过鲁迅的照片、手稿、遗物、文献以及雕塑、蜡像、场景、影视等一千余件展品，介绍了鲁迅的思想发展、文学创作和社会活动。

- 朝华文库：收藏与鲁迅有过直接接触的文化名人的遗物。现设有陈望道、许广平、曹靖华、曹聚仁、巴人、汪静之、李霁野、黄源、陈学昭、赵家璧、吴朗西、唐弢、杜宣、钱君匋、张望、李桦、力群、杨可扬、邵克萍、史莽、裘沙、王伟君、杨涵、丁景唐16个专库，收藏有藏书、手稿、书信等文物、文献三万余件。库名“朝华文库”由巴金先生题写，各专库分别由夏征农、赵朴初、雷洁琼、张光年、黄源、张爱萍、于若木、钱君甸、赖少其、顾廷龙、王光英、乔石、力群、王琦、程思远等题写。

- 奔流艺苑：350平方米的专题展厅。

- 树人堂：学术报告厅，可容纳150人，配有影视放映和同声翻译设备。